# 花蓮港神社
花蓮港神社是台灣日治時期位於花蓮港廳花蓮港市米崙山（現花蓮市美崙山）的縣社，設立於1916年，供奉天照大神、北白川宮能久親王及開拓三神（大國魂命、少彥名命、大己貴命），神社階梯前有石燈籠和白石鋪成的參拜大道，參道經尚志橋（原為吊橋）延伸至中山路口。
花蓮港神社在二戰後改祀鄭成功、劉永福、丘逢甲等民族英雄、先烈，原本的神社建築則在1981年改建成中國北方建築樣式之忠烈祠，即今花蓮縣忠烈祠。

## 介紹
花蓮港廳從1909年從臺東廳獨立劃出，隨著花蓮地區發展，地方人士便提出申請設立花蓮港神社。在1915年2月，由花蓮港神社氏子總代：中村五九介、古賀朝一郎、勝部鐘一郎、增田俊太郎、貞廣茂吉、大嶽廣三郎、林儀鳳、鄭國賓、闕旺泉等9人，向花蓮港廳申請撥用花蓮港街5番地之官有地（面積6甲2分1厘），並在1915年8月19日經台灣總督府通過申請許可。然而在1915年11月30日，神社總代考量原神社基地易受暴風雨侵害，於是申請將神社基地遷到花蓮港街北側米崙庄的米崙山南側山腳下，此處北、東、南三面環山能阻擋風勢，且風景較佳。1916年9月19日，中村五九介前往臺灣神社奉請御分靈，並在臺灣神社宮司山口透的陪同下，從基隆港搭乘長春丸返抵花蓮港。1916年9月22日，花蓮港神社舉行鎮座式。1921年3月2日，花蓮港神社列格為「縣社」。1931年6月，花蓮港神社擴建完工，使神社範圍擴大至約為原本的五倍。1933年9月，花蓮港神社前方的吊橋「宮之橋」完工。

## 神職
社掌
- 小川憲明：1916~

社司
- 吉田俊人：1923~1928
- 小松兼太郎：1929
- 深澤勘作：1930~1945[6]

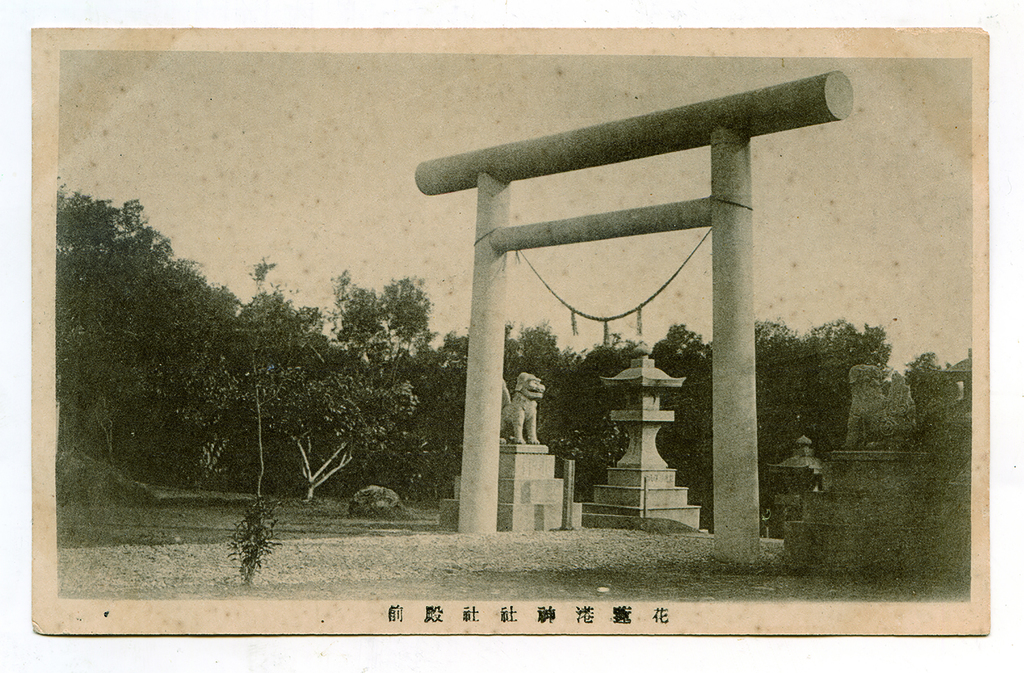
花蓮港神社拜殿前的景色。
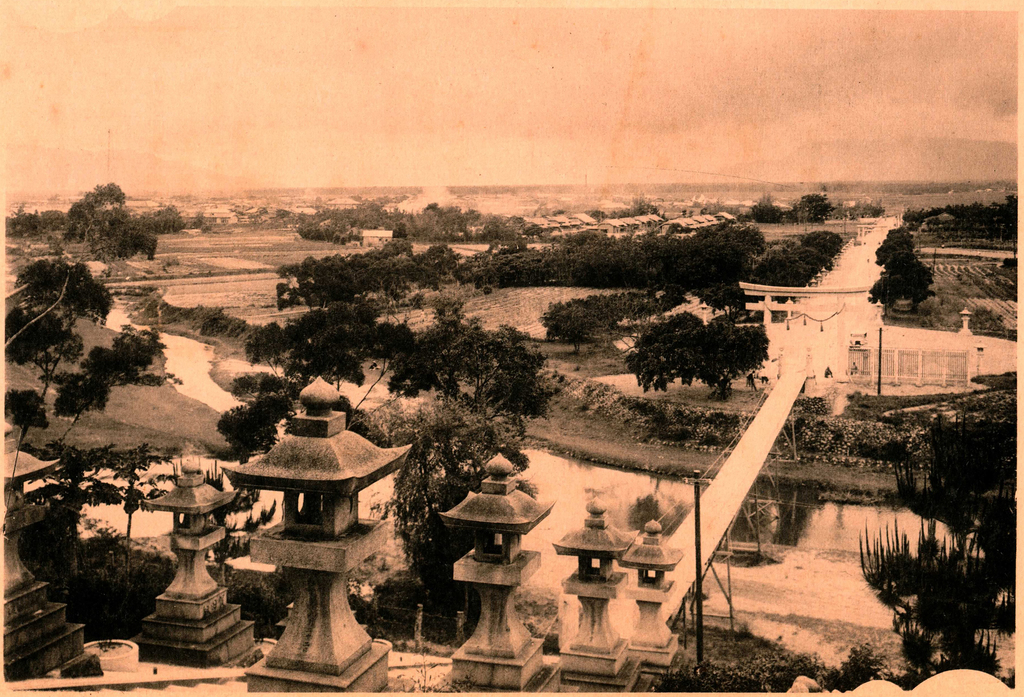
從花蓮港神社往下俯視可以看見當時的田園景色以及荳蘭、吉野村一帶。
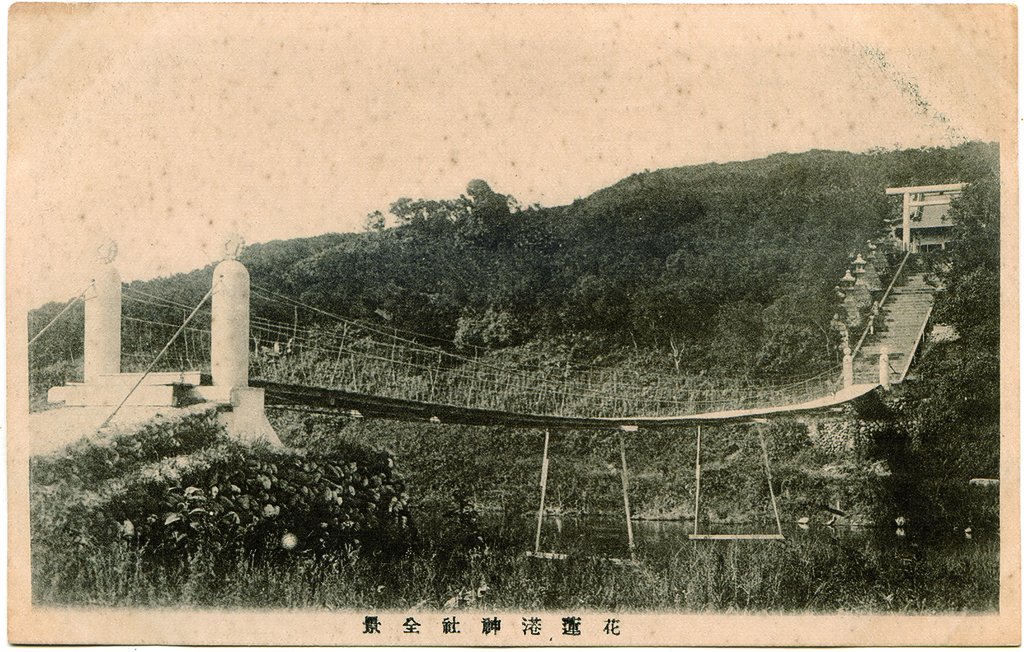
日治大正時期所發行的繪葉書，圖中為花蓮港神社全景。
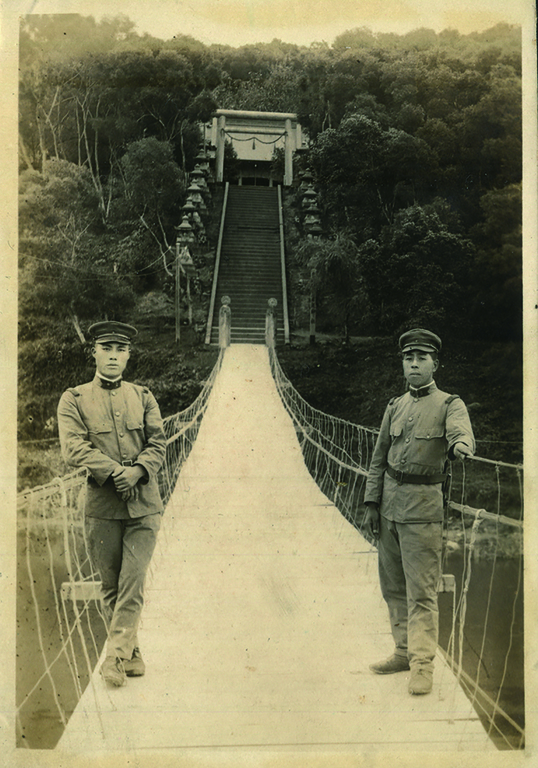
花蓮港分屯大隊隊員與宮之橋。
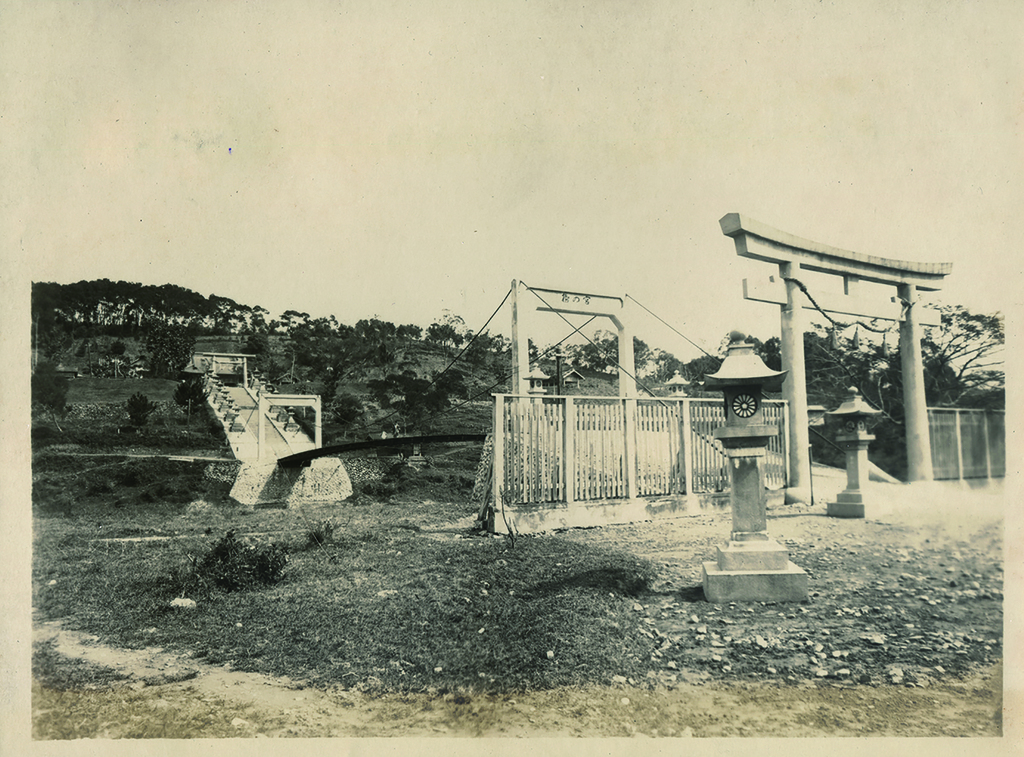
花蓮港神社一隅。其拍攝視角為從現今尚志橋邊，遠望至整個花蓮港神社。
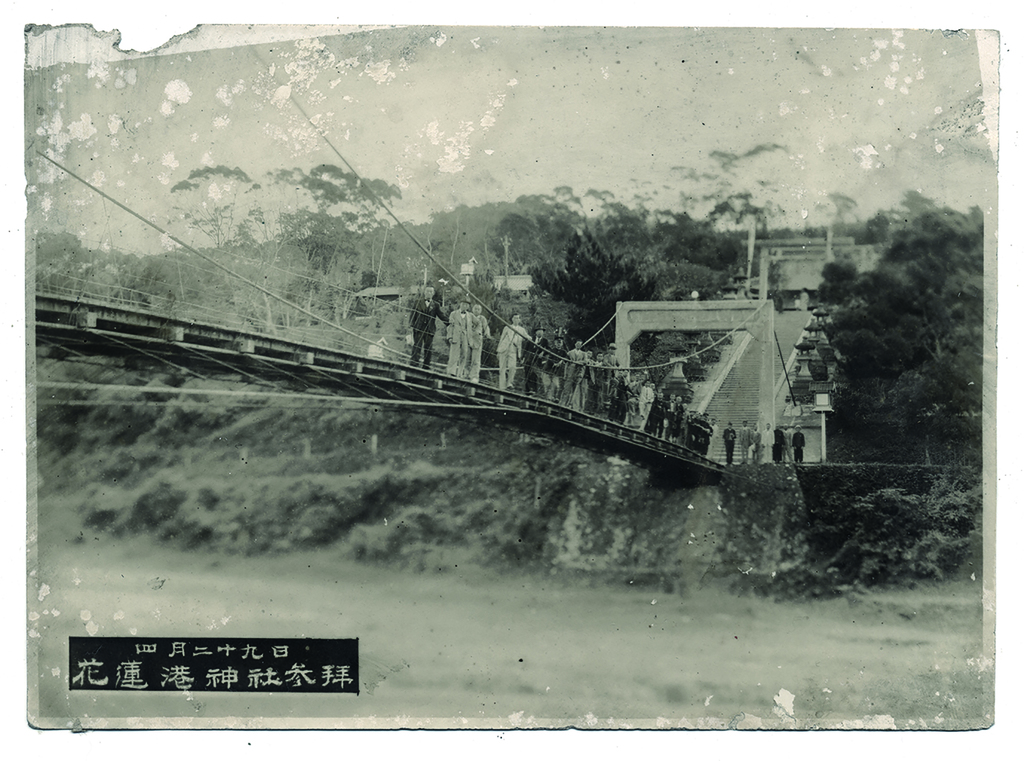
其拍攝視角為從吊橋右側往神社遠望的樣貌。照片中可見吊橋上擠滿前來花蓮港神社參拜的人群。同時，可見參拜者多為三十歲以上的男性，並多數穿著西裝或制服。
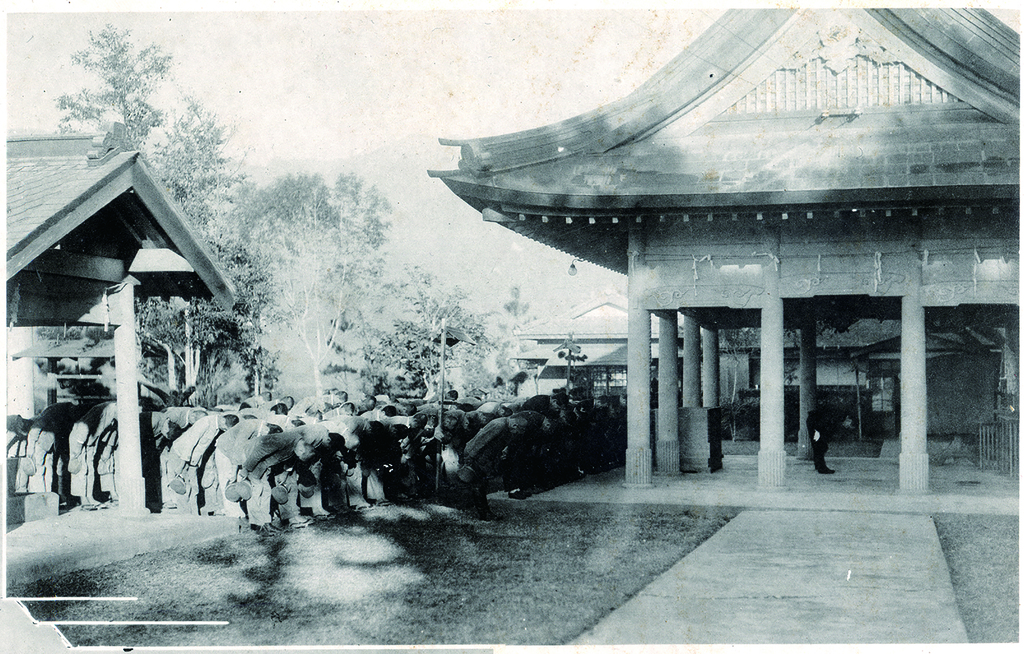
昭和16年（1941）《花蓮港中學校第一回卒業記念寫真帳》中，花蓮港中學校師生於花蓮港神社參拜的留影。
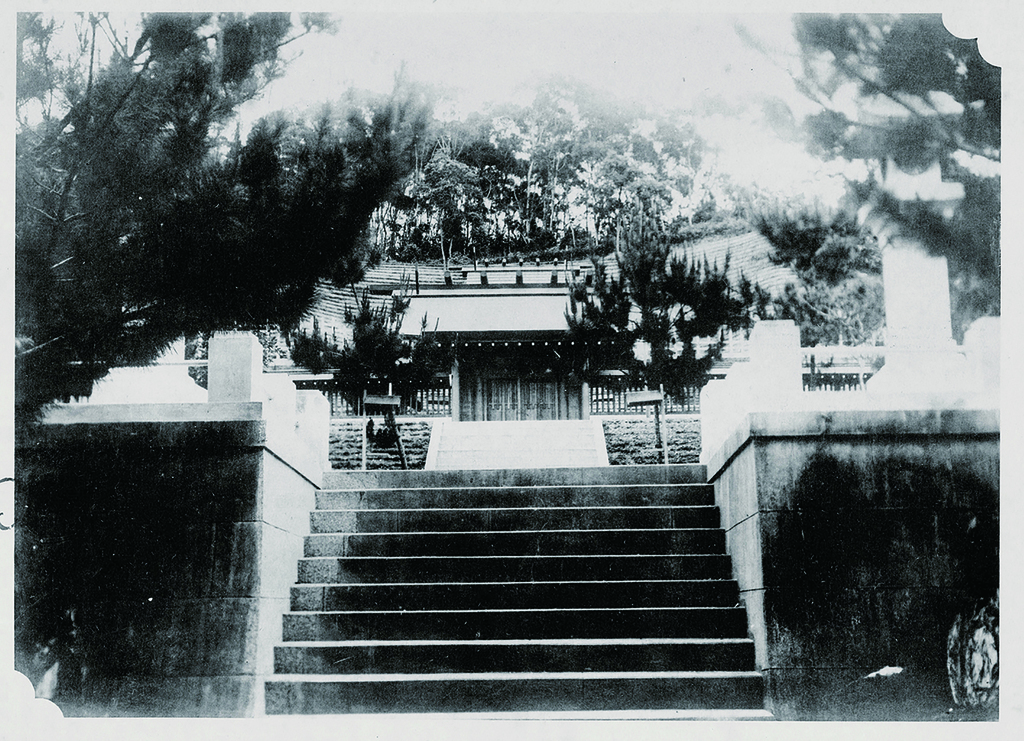
花蓮港神社本殿舊照，可窺見當時神社尚未被改建的樣貌。
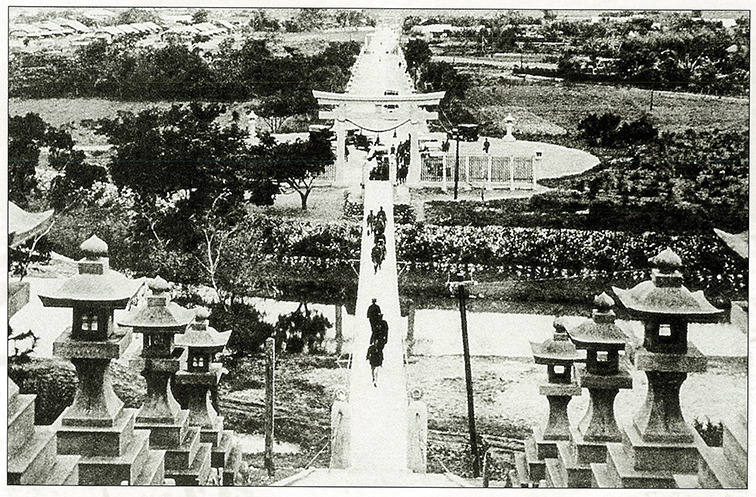
花蓮港神社供奉當時花蓮港廳神格最高的神祇，通過橋樑爬上石階，往下俯瞰，即可清楚地看到花蓮市的街區。
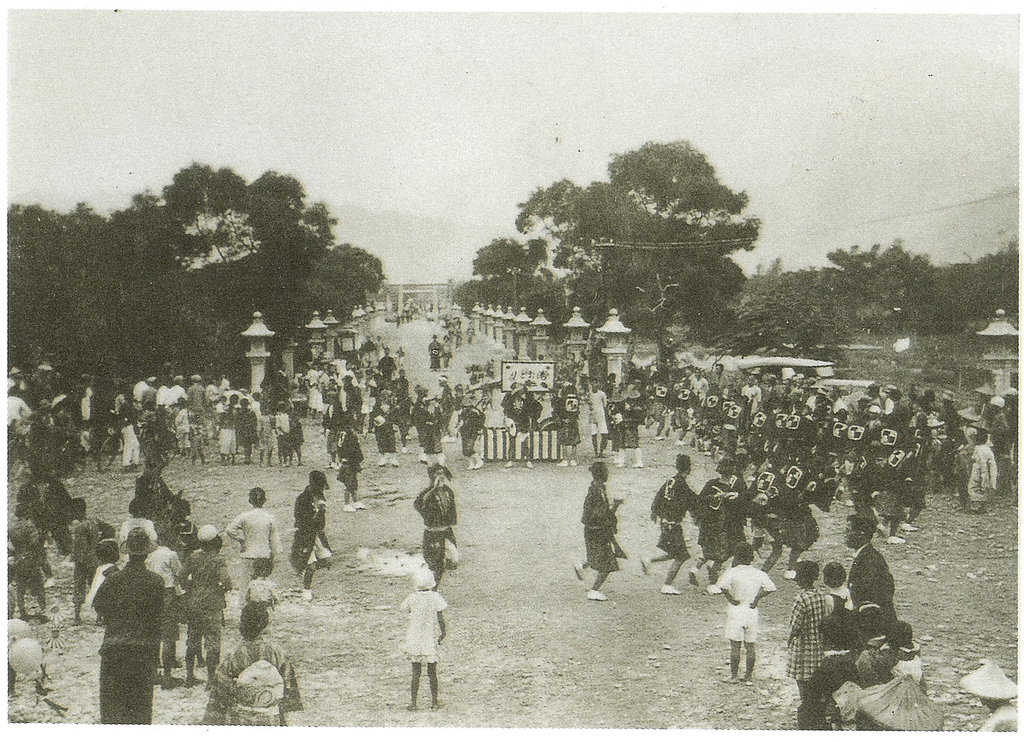
花蓮港神社祭典活動。
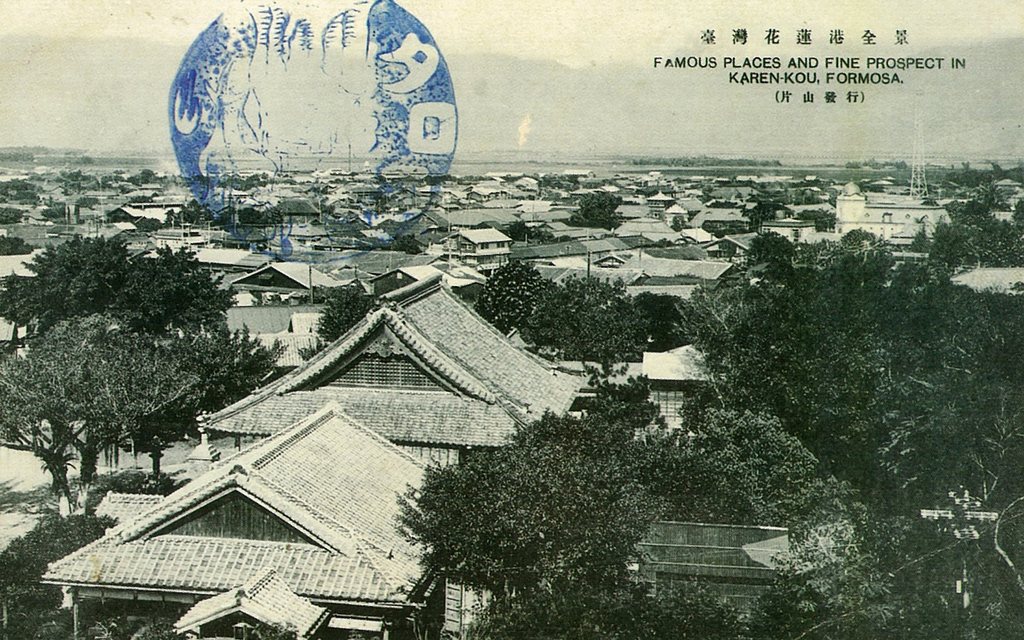
此圖的花蓮港全景，是由昔日的美崙山上眺望所拍攝下來的，可看出當時花蓮市一帶建築林立、繁榮的景象。
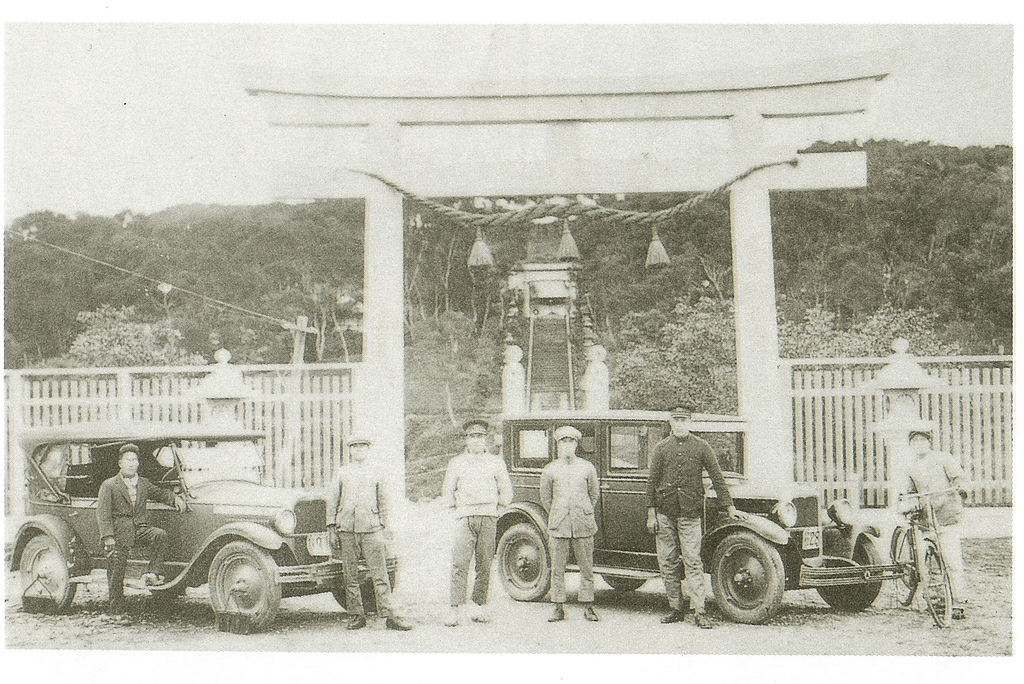
昭和7年（1932）攝於尚志橋之照片，照片中可見臺籍司機以及駐警，背後建築即為花蓮港神社。花蓮港神社為現今花蓮市忠烈祠之前身，建於大正4年（1915），主祀北川宮能久親王。
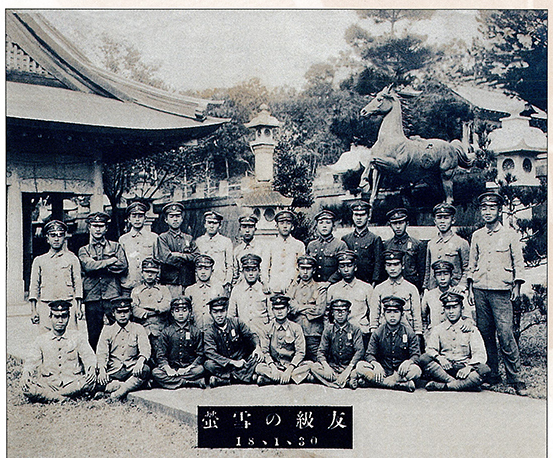
照片名為螢雪の級友（勤勉好學的同班同學），拍攝的時間是昭和18年（1943年）1月30日，這群學生是花蓮港廳立花蓮港工業學校，即今國立花蓮高級工業職業學校（簡稱花蓮高工）第一屆機械科畢業生。
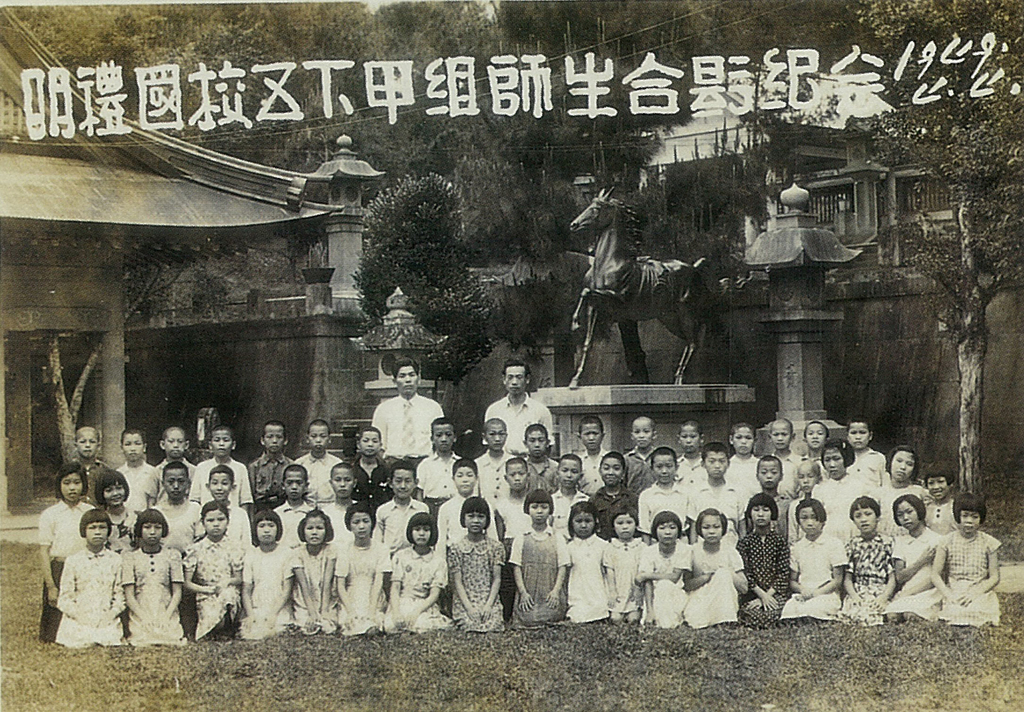
為民國38年（1949年）時所拍攝之明禮國校師生之合影。
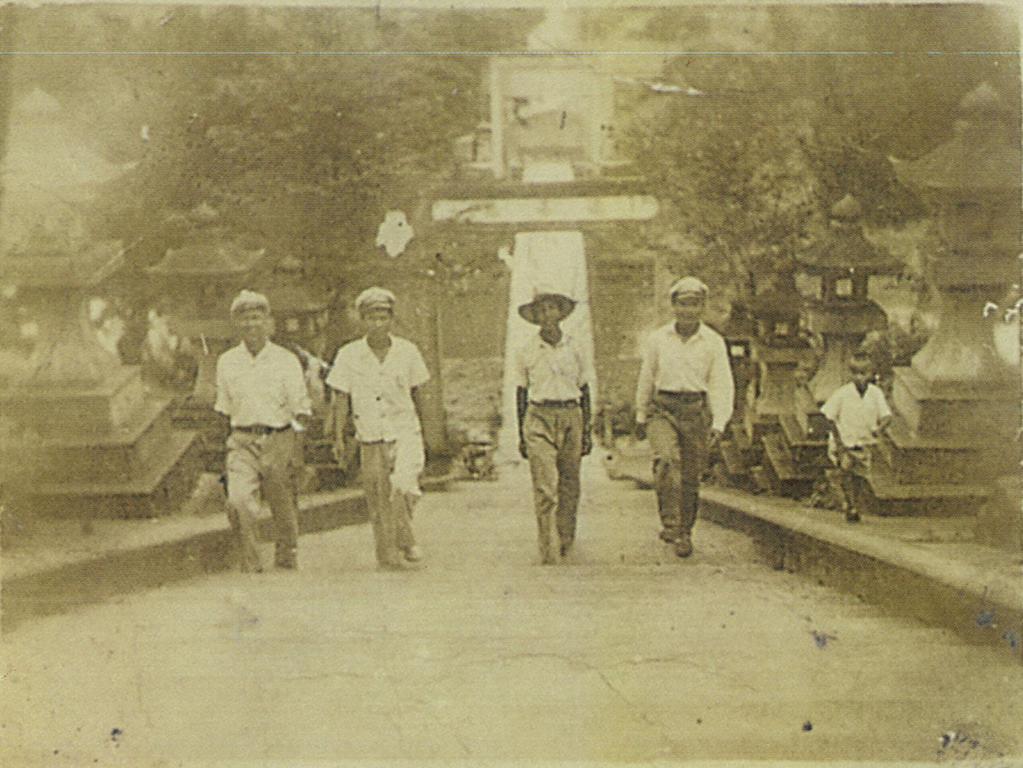
民國40年（1951年）花蓮忠烈祠前方的階梯，可以從圖中看見階梯旁有數座日治時期花蓮港神社的石燈籠，當時還保存良好，以及後方尚未拆除的吊橋。後方的吊橋於民國59年（1970）因颱風受損而改建為現今的水泥橋樑。
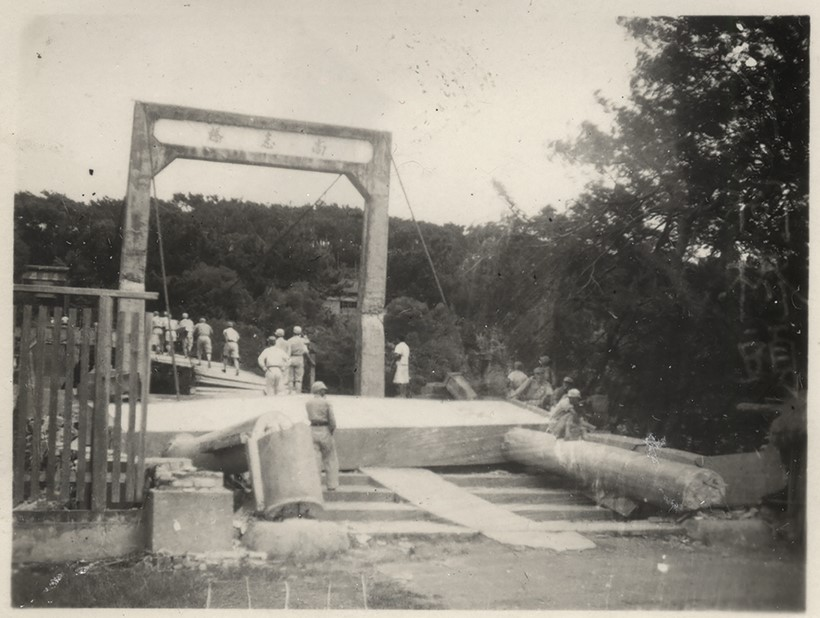
民國40年（1951年），地震中受損的尚志橋（宮之橋），時為戰後 圖中可見傾塌的鳥居。
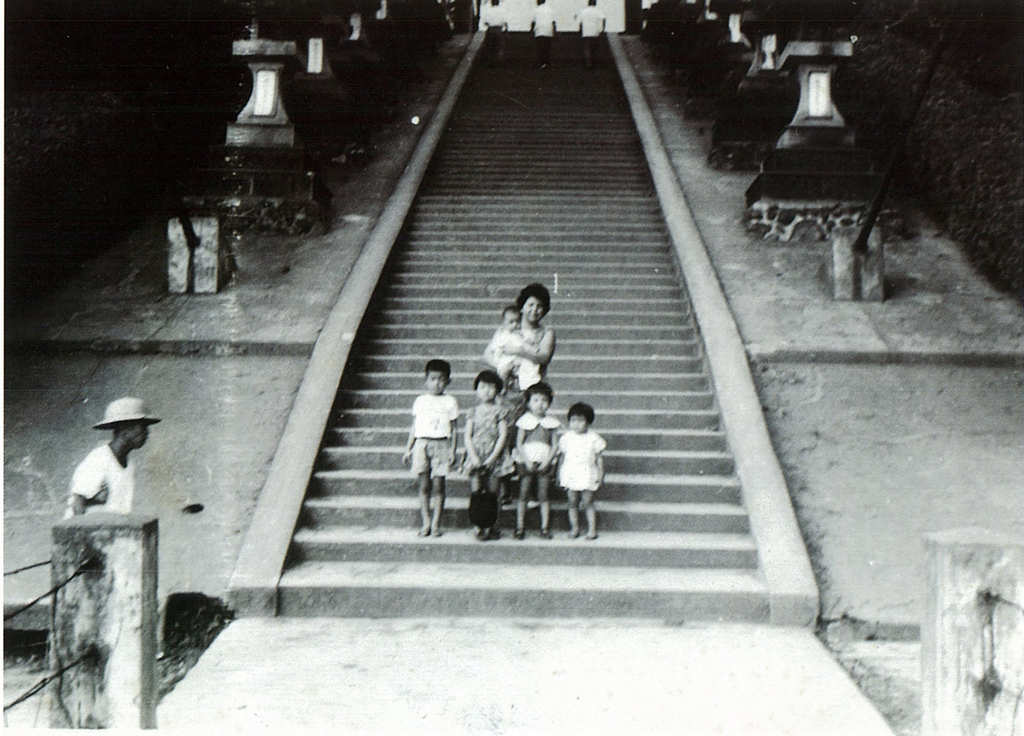
民國51年（1962年）花蓮港神社建築尚未完全拆除前。